# Valget til den konstituerende nationalforsamling i Portugal 1911
Parlamentsvalget i Portugal 1911 blev afholdt den 28. maj 1911, allerede et år efter det foregående valg som et resultat af revolutionen i 1910. Resultatet af valget var Partido Republicano Português vandt og fik 229 ud af 234 pladser. Ved valget skulle der vælges 86 pladser mere end ved tidligere valg.

## Resultater
Tekst mangler, hjælp os med at skrive teksten

## Results
| Parti                           | Stemmer | % | Mandater |
| ------------------------------- | ------- | - | -------- |
| Partido Republicano Português   |         |   | 229      |
| Partido Socialista Português    |         |   | 2        |
| Andre                           |         |   | 3        |
| Ugyldige/blanke stemmer         |         | – | –        |
| Totalt                          |         |   | 234      |
| Registrerede stemmer/deltagelse | 846,801 |   | –        |
| Kilde: Nohlen & Stöver          |         |   |          |

## Efterfølger
I 1911 blev en forfatning for Portugals første republik udarbejdet, den fastsatte at parlamentet skulle være et et tokammersystems parlament og præsidenten skulle vælges af et to tredjedeles flertal i parlamentet.